# أحمد القطاوي
أحمد القطاوي (مواليد 8 أبريل 1991) لاعب كرة قدم مصري من ناشئي نادي الزمالك ويلعب حاليًا مع نادي بهلا العماني الذي أنتقل إليه من نادي طنطا المصري في 20 يناير 2020.

## وصلات خارجية
- أحمد القطاوي على موقع قاعدة بيانات كرة القدم.إي يو (الإنجليزية)
- Ahmed Kattawy